# Telecom City
Telecom City, av nätverket skrivet TelecomCity, är ett nätverk som består av femtio IT och Telekomföretag med cirka 5000 anställda, Blekinge Tekniska Högskola (BTH) och Karlskrona kommun. Sedan mitten på 1990-talet har nätverket utvecklat produkter och tjänster inom IT och telekommunikation.
Telecom City har sedan runt 2018 inte haft någon verksamhet.